# Хет-трик
Хет-трик (от англ. hat-trick — буквально: трюк, связанный со шляпой) — позитивное достижение в ряде видов спорта и игр, связанное с числом три. Появление термина связано с игрой в крикет, но в настоящее время он наиболее часто употребляется применительно к футболу и хоккею с шайбой. Также встречается во многих видах спорта, чаще в тех, где целью является поражение ворот противника, например, в регби, лакроссе, водном поло, гандболе, хоккее с мячом, но также и в тех, где понятия «ворота» вообще нет, например, в крикете, скрэббле и других. В спортивной журналистике термин иногда распространяется и на различные произвольные достижения спортсменов или команд, совершённые последовательно в рамках какого-либо соревнования или соревнований, при этом важно, чтобы достижения были значительны и их число равнялось трём.

## Происхождение термина
Название «хет-трик» появилось в 1858 году, в Англии, когда во время чемпионата Великобритании по крикету, проводившегося в Гайд-Парке, игрок Хитфилд Харман Стивенсон (Х. Х. Стивенсон) прошёл три калитки подряд. Это настолько впечатлило его болельщиков, что они собрали деньги и купили ему в подарок головной убор — кепку или шляпу.

## В футболе и хоккее
В футболе и различных видах хоккея по сложившейся традиции серии из двух и более голов, забитых в одном матче одним игроком, имеют свои названия. Серия из двух голов имеет название дубль, трёх — хет-трик, четырёх — покер, пяти — пента-трик, шести — гекса-трик, семи — септа-трик, восьми — окта-трик, девяти — нона-трик, десяти — дека-трик.
В футболе выделяют следующие подвиды хет-триков:
- ортодоксальный хет-трик — все три мяча футболист забивает подряд;
- классический хет-трик — все три мяча футболист забивает подряд и в течение одного тайма;
- идеальный хет-трик — футболист забивает три мяча; правой, левой ногой и головой.

В хоккее с шайбой также существует понятие «натуральный хет-трик», подразумевающее, что серия из трёх забитых игроком в одном матче голов не прерывалась голами, забитыми другими игроками.
В хоккее (НХЛ) после исполнения хет-трика болельщиками принято бросать на лёд головные уборы.

## В гонках
В шоссейно-кольцевых авто- и мотогонках (например, в Формуле-1 или MotoGP) хет-триком называется выполнение трёх условий одним гонщиком в течение одного этапа соревнований: завоевание поул-позиции (не всегда то же самое, что и победа в квалификации), лучшее время прохождения круга в гонке и победа в этой гонке.

## В других состязаниях
Хет-триком также называются различные события, не связанные с поражением ворот соперника.

### В дартсе
В дартсе хет-трик — это три подряд попадания в одном подходе в «яблочко» (центр мишени, в английском языке имеющий название bull eye — «бычий глаз»), которые приносят 150 очков (по 50 за каждое попадание); иногда хет-трик называют «броском Эванса», в честь британского спортсмена Алана Эванса, который часто его исполнял.

### В бейсболе
В бейсболе существует два вида хет-триков: когда игрок делает три страйк-аута в одной игре и когда он делает три хоум-рана.

### В киберспорте
- Counter-Strike: Global Offensive: достижение «Хет-трик» (англ. Hat Trick) выдаётся за «превосходство над тремя вражескими игроками одновременно»[8].

## Необычные хет-трики в футболе
- В 1996 году в матче чемпионата Бельгии футболист Стан Ван ден Бюйс из клуба «Экерен» забил три мяча в свои ворота, что привело к поражению его команды от «Андерлехта» со счётом 2:3[9]. В 2022 году это же сделала Мейкайла Мур в матче женских сборных США и Новой Зеландии (5:0)[10], причём, поскольку голы были забиты обеими ногами и головой, хет-трик соответствует определению «идеального»[11].
- В ноябре 1999 года футбольный вратарь Хосе Луис Чилаверт забил три гола с пенальти, что по сей день[источник не указан 259 дней] остаётся единственным случаем авторства хет-трика за вратарём.
- 30 мая 2019 года в польском Люблине на матче молодёжного чемпионата мира между сборными Норвегии[англ.] и Гондураса[англ.] норвежский нападающий Эрлинг Холанн оформил нона-трик («хет-трик хет-триков»), забив 9 мячей (один — с пенальти) в ворота соперника. Норвежцы одержали разгромную победу 12:0, а игрок за один матч стал лучшим бомбардиром турнира и установил рекорд молодёжного чемпионата мира по голам в одном матче[12][13][14][15].
- 15 марта 2023 года года Гифт Орбан забил три мяча за 3 минуты и 25 секунд в матче Лиги конференций УЕФА, это самый быстрый хет-трик в истории еврокубков[16].